# Andalgalomys
Andalgalomys es un género de roedores de pequeño tamaño de la familia Cricetidae. Sus 3 especies son denominadas comúnmente pericotes y habitan en zonas semiáridas y áridas en el centro-oeste de Sudamérica.

## Taxonomía
Este género fue descrito originalmente en el año 1978 por los zoólogos James David Williams y Michael A. Mares. Su especie tipo es: Andalgalomys olrogi, la que fue descrita al mismo tiempo. Una década después, Olds y otros corrigieron el diagnóstico genérico.
Etimología
Etimológicamente, el término genérico Andalgalomys es un topónimo que refiere a la población próxima a la localidad tipo de la especie tipo, el valle de Pipanaco, cerca de la ciudad de Andalgalá, localidad del centro-este de la provincia argentina de Catamarca.
Subdivisión
Este género se compone de 3 especies:
- Andalgalomys olrogi Williams et Mares, 1978
- Andalgalomys pearsoni (Myers, 1977)[4]
- Andalgalomys roigi Mares, M.A. & Braun, J.K. 1996[5]

Estudios de secuencias del citocromo b señalaron la monofilia de Andalgalomys. Está muy relacionado con Graomys, incluso algunos lo colocaron dentro de este último.

## Distribución geográfica y hábitat
El género es endémico del centro-oeste de Sudamérica. Se distribuye en zonas áridas y semiáridas desde el sudeste de Bolivia y oeste del Paraguay hasta el noroeste y centro-oeste de la Argentina.